# タクズワ・ングウェニア
タクズワ・ングウェニア（Takudzwa Ngwenya、1985年7月22日 - ）は、アメリカ合衆国のラグビー選手。

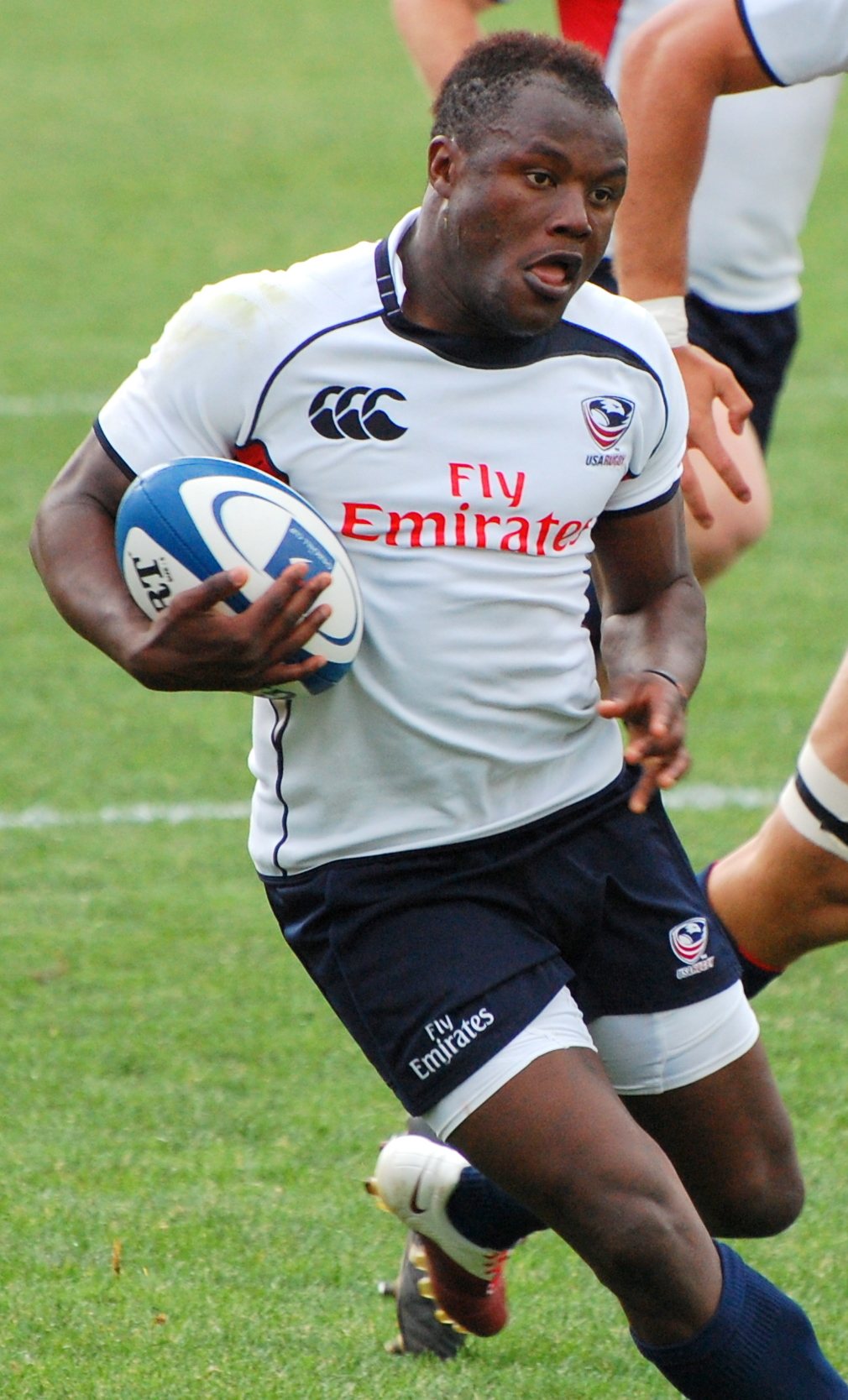

## プロフィール
- ジンバブエハラレ出身。
- ポジションはウィング。
- 身長 178cm、体重 94kg

## 経歴
ブルックヘブン・カレッジ卒業。フランス選手権トップ14のビアリッツ・オランピックに所属した。2006年にアメリカ合衆国代表に初招集され、ワールドカップ2007では敗れはしたものの南アフリカのブライアン・ハバナを振り切るランを見せた。